# Albert Huybrechts
Albert Huybrechts (Dinant, 12 de febrero de 1899 - Bruselas, 21 de febrero de 1938) fue un compositor belga.
Hijo de un contrabajista, estudió música de joven, aunque el inicio de su carrera como compositor fue complicado. Al principio tuvo que aceptar trabajos de poca entidad como el hecho de tocar en cabaret para ganarse el sustento.
Su música se vio influenciada por Satie e Igor Stravinsky, y la popularidad le llegó en un viaje que hizo a los Estados Unidos en 1926, donde en tan sólo dos semanas ganó dos prestigiosos premios y una suculenta cantidad de dinero que no dudó en invertir en la Bolsa de valores para poder vivir de su renta. Pero la crisis de 1929 le arruinó, abocándole a buscar trabajos de tipos diversos, incluso tan estrambóticos como intentar servir al rey de Rumanía. 
En 1938, enfermó y falleció con tan sólo 39 años, lo que le privaría de una carrera más larga que tal vez la hubiera ensalzado en la composición internacional.

## Obra
- Sonata para violín y piano (1925)
- Chant funèbre para violonchelo y piano (1926)
- Trío de cuerdas (1936)